# Воєнні дії
Воєнні дії — організоване застосування військ, сил і засобів для воєнних операцій на суші, на морі, в повітрі, в космосі — в стратегічному й оперативному вимірах. Залежно від можливостей збройних сил, мети і характеру їх дій, ведуться у формі кампаній, операцій, битв, ударів, боїв, систематичних бойових дій. Стосуються також усіх видів пересування військ (сил флоту) і комплексів що забезпечують виконання цих заходів. Передбачають відбиття атакувальних дій противника, захист власних військ (сил флоту) і об'єктів що ними прикриваються, та знищення (розгром) ворога.

## Сучасність
На початку XXI століття, воєнні дії відзначаються різнотипністю поставлених завдань, великим просторовим розмахом, участю різних видів збройних сил, родів військ і сил флоту, широким застосуванням всіх видів зброї, насамперед ракетної, та військової техніки, бойових БЛА, а також високою напруженістю, динамічністю, величезною витратою матеріальних засобів. Воєнні дії становлять основу збройної боротьби у війні.

## Поводження під час обстрілів
- Під час стрілянини (обстрілу, бомбардування) найкраще сховатися у захищеному приміщенні (наприклад, у ванній кімнаті або навіть у самій ванні). Коли це неможливо, варто лягти, прикрившись предметами, які здатні захистити вас від уламків і куль.
- Якщо хтось потрапив під обстріл на відкритому місці, краще впасти на землю та прикрити голову руками. Придатним захистом буде будь-який виступ, навіть тротуар, заглиблення в землі або канава.
- Укриттям також може стати бетонна сміттєва урна або сходинки ґанку.
- Не намагатися ховатися за автомобілями або кіосками –  вони часто стають мішенями.
- Де б ви не перебували, тіло повинне бути у якнайбільше безпечному положенні. Можна згрупуватися, лягти в позу ембріона. Розвернутися ногами у бік стрілянини, прикривши голову руками та відкривши рот, щоби близький вибух не завдав шкоди барабанним перетинкам. Чекати, поки стрілянина не вщухне, а пострілів не буде бодай протягом 5 хвилин.
- Якщо ваше житло перебуває у місці частих збройних зіткнень, потрібно зміцнити вікна (наприклад, клейкою плівкою) –  це допоможе уникнути розльоту уламків скла. Бажано закрити вікна, наприклад, мішками з піском або важкими меблями.[1]

## Вплив воєнних дій на природу
Війни водночас, завдають величезної шкоди екосистемам через забруднення та фізичне знищення.
- Для прикладу, ще після Першої світової війни, у Франції заборонили використання деяких ділянок землі, ця заборона триває й досі.[2] Це стосується, насамперед, місцевості біля Вердена — сотні тисяч нерозірваних боєприпасів було доправлено туди наприкінці війни з сумнозвісних полів битв, для «знешкодження». За повідомленнями, 200 000 з них, насправді були хімічними боєприпасами. Ґрунт містить 100-річну спадщину тих подій, з погляду надмірного забруднення важкими металами, міддю, свинцем, цинком, але ще більше арсеном (миш’яком) і перхлоратом амонію. Вміст арсену в 1000-10 000 разів перевершує природний рівень. Земля тут кисла і забруднена настільки, що, як повідомляється, там можуть рости лише три види рослин. Отже Франція та Бельгія, все ще забруднені залишками війни 1914 року, нерозірваними боєприпасами та отруйними хімічними сполуками.[3]

- Приблизно 25 000 тонн бомб було скинуто армією США разом з союзниками під час війни у Перській затоці «Свобода Іраку»[4][5]. Було зруйновано понад 250 хімічних і збройових заводів, що призвело до витоку понад 50 000 кубічних метрів небезпечних хімікатів, як-от добрива та неочищені стічні відходи, у воду, що призвело до забруднення навколишньої прісноводної екосистеми та впливу на середовище існування видів.[6] За даними Всесвітнього фонду природи, 33 водно-болотні угіддя Іраку, особливо болота Месопотамії, були забруднені хімічними речовинами, що спричинило втрату місць проживання 60 видів ссавців і вимирання понад 45 видів рослин.[7]
- Також важкими питаннями, є подальше розміновування теренів України після російсько-української війни, яка триває з 2014 року, адже навіть зараз фахівці ДСНС, виявляють нерозірвані боєприпаси ще часів Другої світової війни,[8] а також зокрема лісовідновлення після воєнних дій та очищення річок, тощо.